# Halicyclops blachei
Halicyclops blachei – gatunek widłonoga z rodziny Halicyclopidae. Nazwa naukowa tych skorupiaków została opublikowana w 1952 roku przez szwedzkiego zoologa Knuta Lindberga.